# Live in Buffalo: July 4th 2004
Live in Buffalo: July 4th 2004, es el primer concierto en vivo lanzado por los Goo Goo Dolls, fue sacado a la venta el 23 de noviembre de 2004. El álbum incluye CD/DVD mostrando el concierto en Buffalo, Nueva York el 4 de julio de 2004, el cual es el Día de la Independencia en los Estados Unidos El concierto incluye presentaciones de sus más grandes éxitos incluyendo Iris, Name y Slide. Hay 19 canciones en total en el DVD y una versión de estudio del tema Give a little bit en el CD.
El concierto fue grabado en Buffalo en Niagara Square enfrente del Ayuntamiento de Búfalo.
La presentación fue enigmatica. Cerca de 60.000 fanáticos asistieron al concierto durante una lluvia torrencial. Ese 4 de julio fue la peor lluvia que se haya visto en Buffalo en los últimos 20 años. La lluvia comenzó al iniciar el concierto pero durante el tema de January friend la lluvia se hizo más dura que nunca. La banda siguió tocando hasta terminar su presentación.
De este álbum sacaron el sencillo Give a little bit.

## Lista de canciones
| N.º | Título                                                       | Duración |  |
| 1.  | «Give a Little Bit» (cover de Supertramp; y versión estudio) | 3:33     |  |
| 2.  | «Big Machine»                                                | 3:29     |  |
| 3.  | «Naked»                                                      | 3:39     |  |
| 4.  | «Slide»                                                      | 3:58     |  |
| 5.  | «Think About Me»                                             | 3:42     |  |
| 6.  | «Smash» (Robby Takac)                                        | 2:04     |  |
| 7.  | «Tucked Away» (Takac)                                        | 3:10     |  |
| 8.  | «Black Balloon»                                              | 4:12     |  |
| 9.  | «Dizzy»                                                      | 2:47     |  |
| 10. | «Name»                                                       | 5:22     |  |
| 11. | «Cuz You're Gone/1000 Words»                                 | 6:28     |  |
| 12. | «Sympathy»                                                   | 2:49     |  |
| 13. | «January Friend» (Takac)                                     | 3:08     |  |
| 14. | «Here Is Gone»                                               | 3:29     |  |
| 15. | «What a Scene»                                               | 4:13     |  |
| 16. | «Acoustic #3»                                                | 2:31     |  |
| 17. | «Two Days in February»                                       | 3:42     |  |
| 18. | «Broadway»                                                   | 4:55     |  |
| 19. | «Iris»                                                       | 6:16     |  |
| 20. | «Give a Little Bit»                                          | 4:02     |  |